# 享徳の乱
享徳の乱（きょうとくのらん、享徳3年12月27日（1455年1月15日） - 文明14年11月27日（1483年1月6日））は、室町幕府8代将軍・足利義政の時に起こり、28年間断続的に続いた内乱。第5代鎌倉公方・足利成氏が関東管領・上杉憲忠を暗殺した事に端を発し、室町幕府・足利将軍家と結んだ山内上杉家・扇谷上杉家が、鎌倉公方の足利成氏と争い、関東地方一円に拡大した。
現代の歴史研究において、享徳の乱は、関東地方における戦国時代の始まりと位置付けられている。

## 前史

### 鎌倉府再興問題
観応の擾乱を受けて足利尊氏が設置した鎌倉府は、尊氏の次男である基氏の子孫が世襲した鎌倉公方（元はこちらを関東管領と言った）を筆頭に、上杉氏が代々務めた関東管領（元は関東執事と言った）が補佐する体制であったが、次第に鎌倉公方は幕府と対立し、関東管領とも対立していた（上杉禅秀の乱など）。これを打開するため、第6代将軍足利義教は、前関東管領上杉憲実を討伐しようと軍を起こした第4代鎌倉公方足利持氏を、逆に憲実と共に攻め滅ぼした（永享の乱）。
その後、義教が実子を次の鎌倉公方として下向させようとすると、結城氏朝などが持氏の遺児の春王丸、安王丸を奉じて挙兵する結城合戦が起こるが、これも鎮圧され、関東は幕府の強い影響の下、上杉氏の専制統治がなされた。
しかし、嘉吉の乱により将軍義教が赤松満祐に殺害されると、幕府は関東地方の安定を図るため、上杉氏の専制に対抗して鎌倉府の再興を願い出ていた越後守護上杉房朝や関東地方の武士団の要求に応え、持氏の子永寿王丸（足利成氏）を立てることを許し、ここに鎌倉府は再興された。

### 足利成氏と上杉憲忠の対立
再興後の鎌倉府では、持氏が滅ぼされる原因となった憲実の息子である上杉憲忠が父の反対を押し切り関東管領に就任し、成氏を補佐し始めたが、成氏は持氏派であった結城氏、里見氏、小田氏等を重用し、上杉氏を遠ざけ始めた。当然、憲忠は彼ら成氏派（反上杉派）に反発した。
関東管領を務めた山内上杉家の家宰である長尾景仲、扇谷上杉家の家宰太田資清（太田道灌の父）らは、結城氏等の進出を阻止するため、宝徳2年（1450年）に成氏を攻めた（江ノ島合戦）。この合戦は間もなく和議が成立したが、これにより鎌倉公方と上杉氏との対立は容易に解消し得ない状態となった。鎌倉を辞していた憲忠は間もなく許され鎌倉に戻ったが、成氏により景仲方の武士の所領が没収されたことを契機に、成氏と景仲ら憲忠家臣団との対立は所領問題に発展したとされている。

## 経過

### 前期（1455年 - 1458年）
享徳3年12月27日（1455年1月15日）、鎌倉公方・足利成氏は、長尾景仲が鎌倉不在の隙に関東管領・上杉憲忠を謀殺。里見氏、武田氏等の成氏側近も長尾実景・憲景父子を殺害した。在京していた憲忠の弟上杉房顕は兄の後を継いで関東管領に就任、従弟の越後守護上杉房定（房朝の従弟で養子）と合流して上野平井城に拠り、「享徳の乱」が勃発した。
景仲らは直ちに兵を集めたものの、越後軍の関東下向前に武蔵分倍河原の戦いで成氏軍の前に大敗を喫して武蔵を追われ常陸小栗城に逃走したが、事前に憲忠謀殺を幕府へ報じ、成氏征討を要請していた。成氏討伐を決定した幕府は駿河守護今川範忠に出陣を命じたが間に合わず、小栗城は成氏により落とされた。成氏は宇都宮等綱を降すなど各地を転戦していたが、北関東の上杉方の攻略に手間取っている間に留守にしていた本拠地鎌倉を今川範忠により占拠され、鎌倉の勝長寿院にいた成氏の兄弟である成潤が日光山に奔って上杉方と通じた。このため、成氏は鎌倉に戻るのを断念して下総古河に入った。以後成氏は古河城を本拠地とし、古河公方と呼ばれた。
この戦乱は各地に波紋を広げた。この年（康正元年）、千葉氏では成氏に通じた分家の馬加康胤と重臣の原胤房が挙兵して本家の千葉胤直・胤宣父子を倒して家督を奪っている。この時、千葉氏の援軍に駆けつけた大掾頼幹も自害している。翌康正2年（1456年）には上杉派の宇都宮等綱が成氏に居城の宇都宮城を包囲され、成氏に寝返った重臣達に追放され流浪、息子の明綱は降伏して成氏に従った。同年、関東管領上杉房顕は南下し武蔵に入り成氏と交戦を続けた。
一連の戦いの結果、関東地方は当時江戸湾に向かって流れていた利根川を境界に東側を古河公方（足利成氏）陣営が、西側を関東管領（上杉氏）陣営が支配する事となり、関東地方は事実上東西に分断される事になる（上杉氏の領国だった上総と安房は成氏派の武田信長、里見義実に攻められ、占領された）。

### 中期（1458年 - 1476年）
長禄元年（1457年）12月、将軍・義政は成氏への対抗策として、還俗させた異母兄の政知を正式な鎌倉公方として、関東に向かわせた。政知は近江園城寺に一旦止まり、翌長禄2年（1458年）5月25日（6月8日とも）に征旗が渡され、関東へ出発した。政知が伊豆に到着したのは、5月25日以降から8月13日までの間と考えられている。
政知には山内上杉家の他、渋川義鏡・上杉教朝などが配下として付けられていたが、実権は全て幕府に握られており、関東地方在住の武士たちの支持・協力も得る事ができなかった。そのため、鎌倉に入ることが出来ず、手前の伊豆の堀越に入り、堀越公方と称した。
義政は続いて征討軍を派遣するも、任務を捨て置いて自分の領国・越前に出兵した（長禄合戦を参照）総大将の斯波義敏を追放することになり、征討どころではなくなってしまった。
一方、房顕は長禄3年（1459年）、太田庄の戦いにおいて大敗を喫した。以後、両陣営は付近の五十子陣を挟んで長期にわたって睨み合った（五十子の戦い）。房顕は寛正7年（1466年）に五十子で病に倒れて陣没。これに対して幕府は上杉房定の子を房顕の養子として後を継がせるように命じた。これを受けて房定の次男・上杉顕定が後継者となった。
だが、寛正2年（1461年）に、足利政知下向を機に幕府・上杉側に寝返ったばかりの岩松持国・次郎父子が一貫して幕府側であった従兄の岩松家純に謀殺され、寛正6年（1465年）には長尾景人が房顕の推挙を受けて幕府から足利氏発祥の地・下野足利庄の代官職に補任され、翌年秋に景人は同庄勧農城に入部して下野に上杉方の拠点を築いた。応仁2年（1468年）、上野で綱取原合戦が勃発、上杉軍が勝利して、文明元年（1469年）に成氏についた持国の次男成兼が上杉方の家純に追放され、岩松氏を家純が統一する等、徐々に上杉側は反撃に打って出た。
文明3年（1471年）、成氏方の千葉氏、小山氏、結城氏らが伊豆へ侵攻し、政知は三島で敗退した。顕定ら上杉方は成氏方の主力が伊豆に出陣している留守を狙い、古河に出陣。小山持政を離反させて下野国内の諸城を降した。だが、翌年には成氏も古河城を奪還して勢力の巻き返しに出た。
この間、成氏は幕府主導の改元に従わず、「享徳」の年号を使い続けた。

### 後期（1476年 - 1483年）
文明8年（1476年）、上杉家有力家臣の長尾景春が関東管領家の執事（家宰・家務）になれなかった不満のため、鉢形城にて挙兵し、文明9年1月（1477年2月）には五十子を陥落させた（長尾景春の乱）。危機感を抱いた顕定は、文明10年（1478年）1月4日に成氏と和睦を成立させた（この年を最後に成氏側の文書から「享徳」の元号が消える事になる）。そして、なお反抗をつづける千葉孝胤を境根原合戦で破った。
文明12年（1480年）3月、細川政元が和睦を提起し、文明14年11月27日（1483年1月6日）に至り、ようやく幕府と成氏との和睦が成立した（都鄙和睦、または都鄙合体）。これによって、成氏が関東を引き続き統治する一方で、伊豆の支配権については政知に譲ることになった。
成氏による反幕府的行動は停止されたが、配下の諸将を多く持つ古河の成氏と、幕府公認の公方として権限を持ちながら関東に入れない堀越の政知の2人の公方が並存する状態は依然として続くこととなった。

## 応仁の乱への影響
将軍足利義政が関東管領側に立ってしばしば介入したにもかかわらず、享徳の乱は28年に及び、この間に応仁の乱が始まりかつ終了している。享徳の乱が応仁の乱に波及した、少なくとも享徳の乱を治められなかった将軍及び管領細川勝元に対する不満が応仁の乱の遠因の一つとなったとされる。
一方、足利成氏も山名宗全や畠山義就ら西軍諸将が足利義視を擁立して所謂「西幕府」を立てると、西軍側の勝利を期待して西幕府との和睦交渉に動いている。しかし、戦況は次第に東軍優勢となり、最終的に応仁の乱は東軍の勝利に終わったために成氏の当ては外れることになる。しかし、勝った幕府（東軍）側も西軍諸将の行動（成氏との交渉を含めて）の責任を問わないことにした上に、長すぎた空白の間に発生した上杉氏の内紛によって関東への介入を再開できる状況ではなくなっており、成氏との和睦交渉に応じる背景になったと考えられている。

## 参戦武将

### 古河公方側
- 古河公方：足利成氏
- 結城氏：結城成朝、結城氏広、多賀谷氏家、多賀谷朝経
- 簗田氏：簗田持助
- 小山氏：小山持政、小山成長
- 宇都宮氏：宇都宮明綱、宇都宮正綱、宇都宮成綱
- 里見氏：里見義実
- 小田氏：小田持家、小田朝久、小田成治
- 上総武田氏：武田信長、武田信高
- 上総酒井氏：酒井定隆
- 岩松氏（京兆家）：岩松持国、岩松次郎、岩松成兼
- 下那須氏：那須資持、那須資実
- 成田氏：成田正等
- 筑波氏：筑波潤朝
- 下総千葉氏：馬加康胤、原胤房、原胤茂、千葉孝胤
- 白井長尾氏：長尾景春
- 高梨氏：高梨政高
- 村上氏：村上政清

### 堀越公方側
- 堀越公方：足利政知、渋川義鏡、上杉教朝、上杉政憲
- 山内上杉家：上杉房顕、上杉顕定、長尾景仲、長尾景信、長尾忠景、大石房重、大石顕重
- 八条上杉家：上杉持定
- 扇谷上杉家：上杉持朝、上杉顕房、上杉政真、上杉定正、太田道真、太田道灌、三浦時高、大森氏頼
- 越後上杉家：上杉房定、上杉定昌
- 犬懸上杉家：上杉憲秋、上杉持房、上杉教房
- 足利長尾氏：長尾景人、長尾定景、長尾房清、長尾景長
- 岩松氏（礼部家）：岩松家純、横瀬貞国、横瀬国繁、横瀬成繁
- 上那須氏：那須氏資、那須明資
- 武蔵千葉氏：千葉胤直、千葉胤宣、千葉胤賢、千葉実胤、千葉自胤
- 東氏：東常縁、東縁数
- 宇都宮氏：宇都宮等綱
- 本庄氏：本庄信明
- 今川氏：今川範忠、今川義忠
- 武田氏：武田信昌

幕府は他に奥州探題・大崎教兼、結城直朝、小笠原光康にも出陣要請をしたが、奥羽は国人が互いに抗争を繰り返しており、大崎、結城の2人もそれに巻き込まれていて出陣することはなかった。小笠原も一族の内訌に巻き込まれて同様であった。